# Нерина
Нерина (на латвийски: Neriņa, Neriņš) е река в Централна Латвия.
Реката извира от заблатени площи на езера Берину и Медема. Оттам минава през блата Канас и се влива в езерото Бабитес. Дължината ѝ е 18 km. Площта на водосборния басейн на реката е 74 km2.